# Степачево (Кирилловский район)

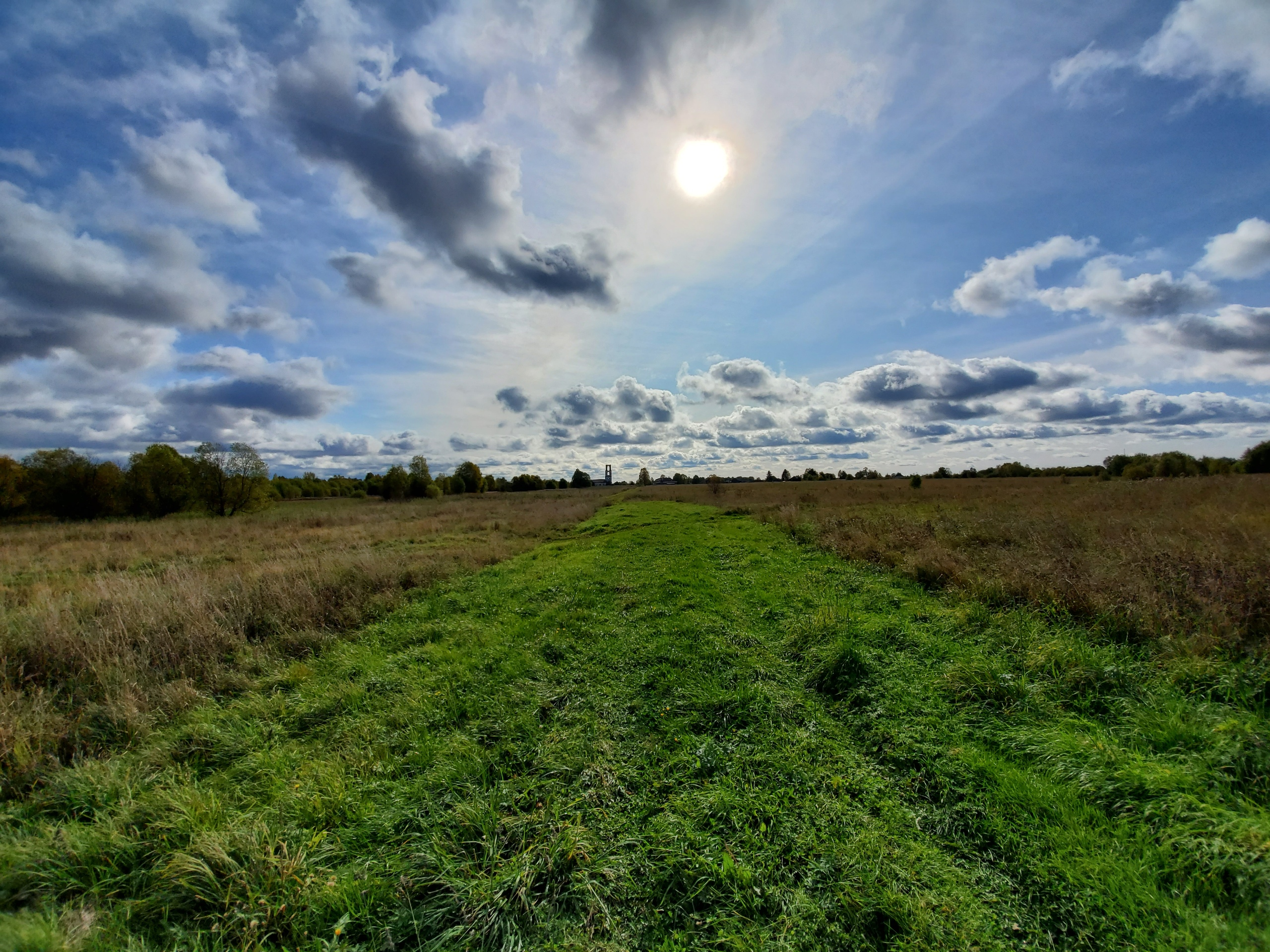

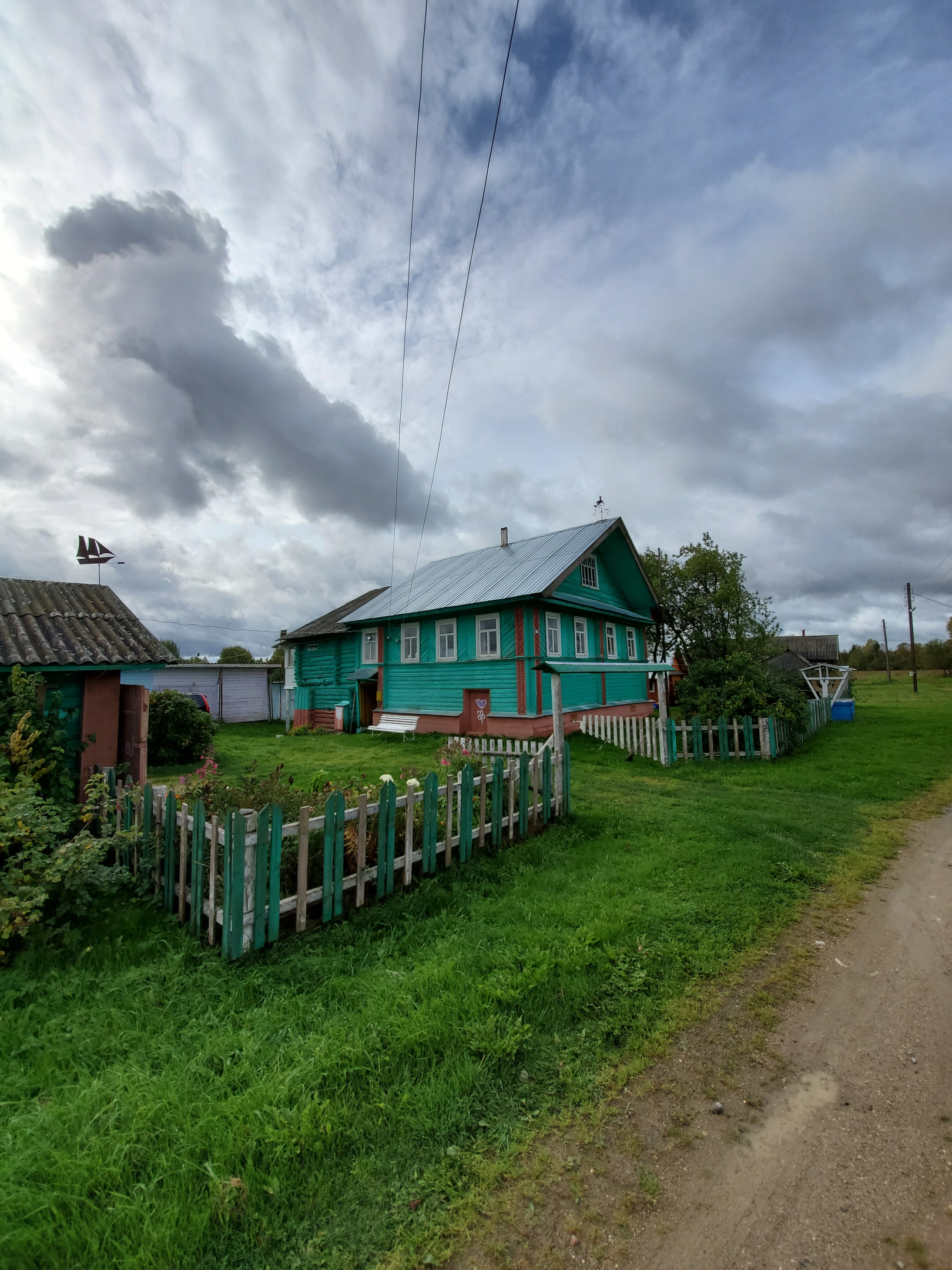
Чеблоков А.А.

Степачево — деревня в Кирилловском районе Вологодской области.
Входит в состав Чарозерского сельского поселения, с точки зрения административно-территориального деления — в Печенгский сельсовет.
Расстояние до районного центра Кириллова по автодороге — 112,4 км, до центра муниципального образования Чарозера по прямой — 22 км. Ближайшие населённые пункты — Шухтино, Мережино, Русино, Бархатово, Ефремовская, Левково, Королево, Воронино, Васюково, Семеновская, Рыбацкая, Иваново, Павшино.
По переписи 2002 года население — 15 человек.